# 東ソー・ゼオラム
東ソー・ゼオラム株式会社（とうそーゼオラム、英: TOSOH ZEOLUM CO.,LTD）は、富山県富山市に本社を置く化学メーカー。東ソーの完全子会社で、吸着・脱水用途向けの合成ゼオライトやモレキュラーシーブなどの製造を行う。前身は鐵興社の富山工場であり、同社が1969年に始めたゼオライト製造事業がルーツとなっている。

## 主な製品
- ローシリカゼオライト (ゼオラム®)[4] - モレキュラーシーブの一種。気体の吸着分離・精製、溶剤や電池用電解液の脱水、精製・医薬品や精密機器の乾燥等の用途。粉末・成形体双方の製造・販売。
- ハイシリカゼオライト (HSZ®) 成形品 - Al含有量が少ない合成ゼオライト。酸性ガスなどの脱水・精製、石油化学触媒、VOC（揮発性有機化合物）の濃縮・回収等の用途。なお、粉末状のハイシリカゼオライトは親会社の東ソーにて製造・販売[5]。

## 沿革
- 1925年（大正14年）3月 - 鐵興社創業[6]。
- 1953年（昭和28年）4月 - 鐵興社富山工場操業開始。金属ソーダ・青化ソーダを製造[7]。
- 1969年（昭和44年）7月 - 鐵興社富山工場でゼオラム®の製造を開始[8]。
- 1975年（昭和50年）4月 - 東洋曹達工業（現・東ソー）が鐵興社を吸収合併[9]。
- 1999年（平成11年）- 酸素PSA用リチウム含有LSX吸着剤（ゼオラムNSA）の事業化[10]。
- 2001年（平成13年）6月 - モレキュラーシーブ事業を東ソー・ゼオラムとして分社化[1]。
- 2013年（平成25年）- ハイシリカゼオライト (HSZ®) 成形品の事業化[1]。
- 2023年（令和5年）2月  - 富山事務所建屋を新設・リニューアル[1]。

## 事業所
- 本社・富山事務所 - 富山県富山市岩瀬古志町2